# Oskar Bie
Oskar Bie (ou Oscar, né le 9 février 1864 à Breslau, et mort le 21 avril 1938 à Berlin) est un historien de l'art, journaliste, critique musical et écrivain allemand.

## Biographie
Après des études de philosophie, d'histoire de l'art et d'histoire de la musique, Oskar Bie obtient un doctorat en histoire de l'art en 1890 à l'université technique de Berlin.
De 1894 à 1922, il dirige la Neue Rundschau et participe au Berliner Börsen-Courier et à Die Weltbühne.
En 1901, il devient professeur d'esthétique à l'université des arts de Berlin.

## Œuvres principales
- Der Tanz als Kunstwerk, 1905.
- Die moderne Zeichenkunst, Berlin, 1905.
- Die moderne Musik und Richard Strauss, 1906.
- Reise um die Kunst, 1910.
- Die Oper, 1913.
- Der Tanz, 1919.
- Das deutsche Lied, 1926.